# ۴٬۵-ام‌دی‌او-دی‌پی‌تی
۴،۵-ام‌دی‌او-دی‌پی‌تی (به انگلیسی: 4,5-MDO-DiPT) با فرمول شیمیایی C۱۷H۲۴N۲O۲ یک ترکیب شیمیایی است. که جرم مولی آن ۲۸۸٫۳۹ g/mol می‌باشد. 